# Чума, Нтхокозо
Нтхокозо Чума (англ. Nthokozo Tshuma; род. 29 октября 1985, Булавайо) — зимбабвийский футболист, полузащитник.

## Биография
Нтхокозо Чума родился 29 октября 1985 года в зимбабвийском городе Булавайо.
Играл в футбол на позиции полузащитника. В 2009 году выступал в чемпионате Зимбабве за «Хванге».
В 2011—2012 годах защищал цвета «Платинума» из Звишаване, в сезоне-2012 стал серебряным призёром чемпионата.
В 2013—2015 годах играл за «Хау Майн» из Булавайо, в 2015—2016 годах — за «Сатмос».
29 ноября 2011 года провёл в Дар-эс-Саламе единственный в карьере матч за сборную Замбии: на 66-й минуте он вышел на замену в поединке группового этапа Кубка КЕСАФА против сборной Руанды (0:2).

## Достижения

### Командные

#### «Платинум»
- Серебряный призёр чемпионата Зимбабве (1): 2012.